# منگرولپیر
منگرولپیر (به انگلیسی: Mangrulpir) یک زیستگاه انسانی در هند است که در ناحیه وشیم واقع شده‌است.

## خصوصیات
منگرولپیر ۲۷٬۶۸۶ نفر جمعیت دارد.